# Лекс Фридман
Лекс Фридман (енгл. Lex Fridman; рус. Лекс Фридман) јесте руско-амерички информатичар, подкастер и истраживач вештачке интелигенције.
Тренутно је истраживач на Технолошком институту у Масачусетсу. Познат је по томе што води подкаст Lex Fridman Podcast на Јутјубу у коме интервјуише широк спектар познатих гостију.

## Младост
Фридман је одрастао је у Москви. Он је првенствено украјинско-јеврејског порекла.
Његов отац, физичар Александар Фридман, рођен је у Кијеву и ради као професор на катедри Џон А. Најхајм и као директор Института за плазму Ц. Ј. Најхајм на Техничком колеџу Универзитета Дрексел. Његова бака по мајци рођена је и одрасла у Харкову, а деда по мајци је био митраљезац у украјинском огранку Црвене армије против нациста током Другог светског рата.
1994. Фридман се преселио у САД са својом породицом са 11 година. Похађао је средњу школу у Нејпервилу, Илиноис, коју је дипломирао 2001. и докторирао електротехнику и рачунарство на Дрекел 2014. Његова докторска дисертација, Learning of Identity from Behavioral Biometrics for Active Authentication, завршена је под саветом инжењерских едукатора Мошеа Кама и Стивена Вебера и настојала је да „истражи проблем активне аутентификације на десктоп рачунарима и мобилним уређајима“.

### Информатика
Фридманова каријера почела је у Гуглу, где је радио на машинском учењу. Тренутно ради као истраживач на МИТ-у. У 2017. радио је на компјутерском виду, дубоком учењу и алгоритмима планирања за полуаутономна возила. Новији доприноси у његовој области студија укључивали су истраживање вештачке интелигенције усмерене на човека, развој аутономних возила, дубоко учење и личну роботику.

### 
Фридман је започео свој подкаст 2018. првобитно као део МИТ курса 6. С099 о вештачкој општој интелигенцији. Његов оригинални наслов био је Подцаст вештачке интелигенције, који је касније промењен у Lex Fridman Podcast како би одражавао шири спектар тема којима ће се бавити. Фридман користи подкаст да расправља о вештачкој интелигенцији, науци, технологији, историји, филозофији и природи интелигенције, свести, љубави и моћи. Подкаст је структуриран као дуги интервју. Интервјуи обично трају два до четири сата.
Подкаст је познат по великом броју гостију као што су: аутор Мајкла Малиса, шаховски велемајстор Магнуса Карлсена, аутор Дагласа Мареја, инвеститор Реја Далија, биолог Ричарда Докинса, предузетник Џек Дорсија  музичар Грајмс, дизајнер видео игара Тод Хауард, бизнисмен и технолошки предузетник Елон Маск, психолог Џордан Питерсон, подкастер Џо Роган, продуцент Рик Рубин, политички коментатор Бен Шапиро, режисер Оливер Стоун, музичар Канје Вест, предузетник Марк Закерберг и други.

## Лични живот
Фридман свира гитару и клавир. Такође тренира бразилску џијуџицу и носи црни појас првог степена под вођством Фила Миљарезеа. Учествовао је на неколико такмичења у греплингу, а посебно у мечу против Гарија Тонона 2013.

## Одабрана дела
- Fridman, Lex; Brown, Daniel E.; Glazer, Michael; Angell, William; Dodd, Spencer; Jenik, Benedikt; Terwilliger, Jack; Patsekin, Aleksandr; Kindelsberger, Julia (1. 7. 2019). „MIT Advanced Vehicle Technology Study: Large-Scale Naturalistic Driving Study of Driver Behavior and Interaction With Automation”. IEEE Access. 7: 102021—102038. ISSN 2169-3536. doi:10.1109/ACCESS.2019.2926040.
- . Архивирано из оригинала|archive-url= захтева |url= (помоћ) |archive-url= захтева |archive-date= (помоћ). г. Недостаје или је празан параметар |title= (помоћ)
- Fridman, Lex. „Human-Centered Autonomous Vehicle Systems: Principles of Effective Shared Autonomy”. arXiv:1810.01835  [cs.AI].
- Fridman, Lex. „Arguing Machines: Human Supervision of Black Box AI Systems That Make Life-Critical Decisions”. arXiv:1710.04459  [cs.AI].
- Fridman, Lex. „To Walk or Not to Walk: Crowdsourced Assessment of External Vehicle-to-Pedestrian Displays”. arXiv:1707.02698  [cs.HC].
- Fridman, Lex; Langhans, Philipp; Lee, Joonbum; Reimer, Bryan (25. 5. 2016). „Driver Gaze Region Estimation without Use of Eye Movement”. IEEE Intelligent Systems. 31 (3): 49—56. ISSN 1541-1672. doi:10.1109/MIS.2016.47.
- Neverova, Natalia; Wolf, Christian; Lacey, Griffin; Fridman, Lex; Chandra, Deepak; Barbello, Brandon; Taylor, Graham (22. 4. 2016). „Learning Human Identity From Motion Patterns”. IEEE Access. 4: 1810—1820. ISSN 2169-3536. doi:10.1109/ACCESS.2016.2557846.
- Fridman, Lex; Weber, Steven; Greenstadt, Rachel; Kam, Moshe (30. 3. 2016). „Active Authentication on Mobile Devices via Stylometry, Application Usage, Web Browsing, and GPS Location”. IEEE Systems Journal. 11 (2): 513—521. ISSN 1932-8184. arXiv:1503.08479 . doi:10.1109/JSYST.2015.2472579.